# Coupe du Portugal de football 2016-2017
Navigation
Coupe du Portugal 2015-2016 Coupe du Portugal 2017-2018
La Coupe du Portugal de football 2016-2017 ou Taça de Portugal 2016-2017 en portugais, est la 77e édition de la Coupe du Portugal de football.
Elle est disputée par 116 équipes :
- 18 clubs de Liga NOS (première division),
- 17 clubs de Segunda Liga (deuxième division),
- 79 clubs du Campeonato Nacional de Seniores (troisième division),
- 41 clubs des Districts continentaux.

La finale est jouée le 28 mai 2017 à l'Estádio Nacional.

## Huitièmes de finale
| Date             | Locaux             | Score   | Visiteurs         |
| ---------------- | ------------------ | ------- | ----------------- |
| 14 décembre 2016 | Leixões SC         | 2 - 1   | CD Tondela        |
| 14 décembre 2016 | SCU Torreense      | 2 - 3   | GD Chaves         |
| 14 décembre 2016 | GD Estoril-Praia   | 4 - 2ap | AD Sanjoanense    |
| 14 décembre 2016 | Académica Coimbra  | 1 - 0   | FC Penafiel       |
| 14 décembre 2016 | Real SC            | 0 - 3   | SL Benfica        |
| 14 décembre 2016 | SC Braga           | 1 - 2   | SC Covilhã        |
| 14 décembre 2016 | Vitória FC Setúbal | 0 - 1   | Sporting CP       |
| 15 décembre 2016 | Vitória Guimarães  | 1 - 0   | UD Vilafranquense |

## Quarts de finale
| Date            | Locaux        | Score | Visiteurs            |
| --------------- | ------------- | ----- | -------------------- |
| 17 janvier 2017 | Estoril-Praia | 2 - 1 | Académica de Coimbra |
| 17 janvier 2017 | Chaves        | 1 - 0 | Sporting CP          |
| 18 janvier 2017 | SL Benfica    | 6 - 2 | Leixões SC           |
| 18 janvier 2017 | SC Covilhã    | 0 - 1 | Vitória Guimarães    |

## Demi-finales
| Équipe            | Aller | Total  | Retour | Équipe     |
| ----------------- | ----- | ------ | ------ | ---------- |
| Estoril-Praia     | 1 - 2 | 4 - 5  | 3 - 3  | SL Benfica |
| Vitória Guimarães | 2 - 0 | 3E - 3 | 1 - 3  | Chaves     |

| 28 février 2017 | Estoril-Praia | 1 - 2   | SL Benfica        |  |  |
|                 | Kléber 41e    | (1 - 1) | 36e 90e Mítroglou |  |  |

| 5 avril 2017 | SL Benfica                              | 3 - 3   | Estoril-Praia                       |  |  |
|              | Carrillo 33e · Živković 54e · Jonas 72e | (1 - 1) | 31e 78e Bruno Gomes · 46e Carlinhos |  |  |

| 1er mars 2017 | Vitória Guimarães | 2 - 0   | Chaves |  |  |
|               | Hernâni 10e 76e   | (1 - 0) |        |  |  |

| 4 avril 2017 | Chaves                                       | 3 - 1   | Vitória Guimarães |  |  |
|              | Perdigão 1re · Bressan 33e · Nuno Coelho 63e | (2 - 0) | 65e Marega        |  |  |

## Finale
| 28 mai 2017 | SL Benfica                    | 2 - 1   | Vitória Guimarães | Estádio Nacional                             |                                              |
| 17h15       | Raúl Jiménez 48e · Salvio 53e | (0 - 0) | 78e B. Zungu      | Spectateurs : 37 000 Arbitrage : Hugo Miguel | Spectateurs : 37 000 Arbitrage : Hugo Miguel |